# 林業普及指導員
林業普及指導員（りんぎょうふきゅうしどういん）とは、森林法第百八十七条に基づく林業普及指導員資格試験に合格した者その他政令で定める資格を有する者で、林業普及指導員に任用された都道府県の職員。林業の技術や知識の普及、森林施業の指導等の事務を行う。

## 概要
元々あった、林業改良を目的とする改良指導員と専門技術を教える専門技術員があったが、2004年5月に改正された森林法に基づいて都道府県におかれていた林業普及職員が林業普及指導員に名前を統合されたことをきっかけに2005年からこの2つの資格を廃止し、林業普及指導員資格試験として都道府県がそれぞれ行っていたのを国が行うようになった。
都道府県に配置された林業普及指導員は、森林所有者等に対して、地域の実情に応じた以下のような活動を行うこととしている。
・試験研究機関と一体となった新たな技術や研究成果の実証・指導
・森林・林業に関する技術及び知識の普及と森林施業に関する指導
・市町村森林整備計画の作成・達成に必要な技術的援助等の協力
・林業大学校等の支援等

## 受験資格
国、都道府県等において林業に関する試験研究業務に従事、林業に関する教育に従事、林業に関する技術についての普及指導に従事していた期間が大学院修了者が2年以上、大学等卒業者が4年以上、短期大学等卒業者が6年以上、高等学校卒業者が10年以上、改良指導員資格試験合格者は学歴にかかわらず、2年以上の実務経験が必要になる。

## 試験
択一式の共通問題と択一式の専門問題、小論文式の専門問題よりなる。

### 試験科目
- 共通試験
  1. 林業一般
  2. 普及方法
- 専門試験（下のいずれかから1つを選択）
  1. 森林経営
  2. 施業技術
  3. 林産